# Chthonius lindbergi
Espèce
Chthonius lindbergi est une espèce de pseudoscorpions de la famille des Chthoniidae.

## Distribution
Cette espèce est endémique de Crète en Grèce,. Elle se rencontre dans la grotte Neraido à Héraklion.

## Étymologie
Cette espèce est nommée en l'honneur de Knut Lindberg (1892-1962).

## Publication originale
- Beier, 1956 : Über einige Pseudoscorpione von Kreta. Entomologisches Nachrichtenblatt, vol. 8, no 3, p. 8-9.